# 德羅霍維日
49°31′18″N 23°56′40″E / 49.52167°N 23.94444°E

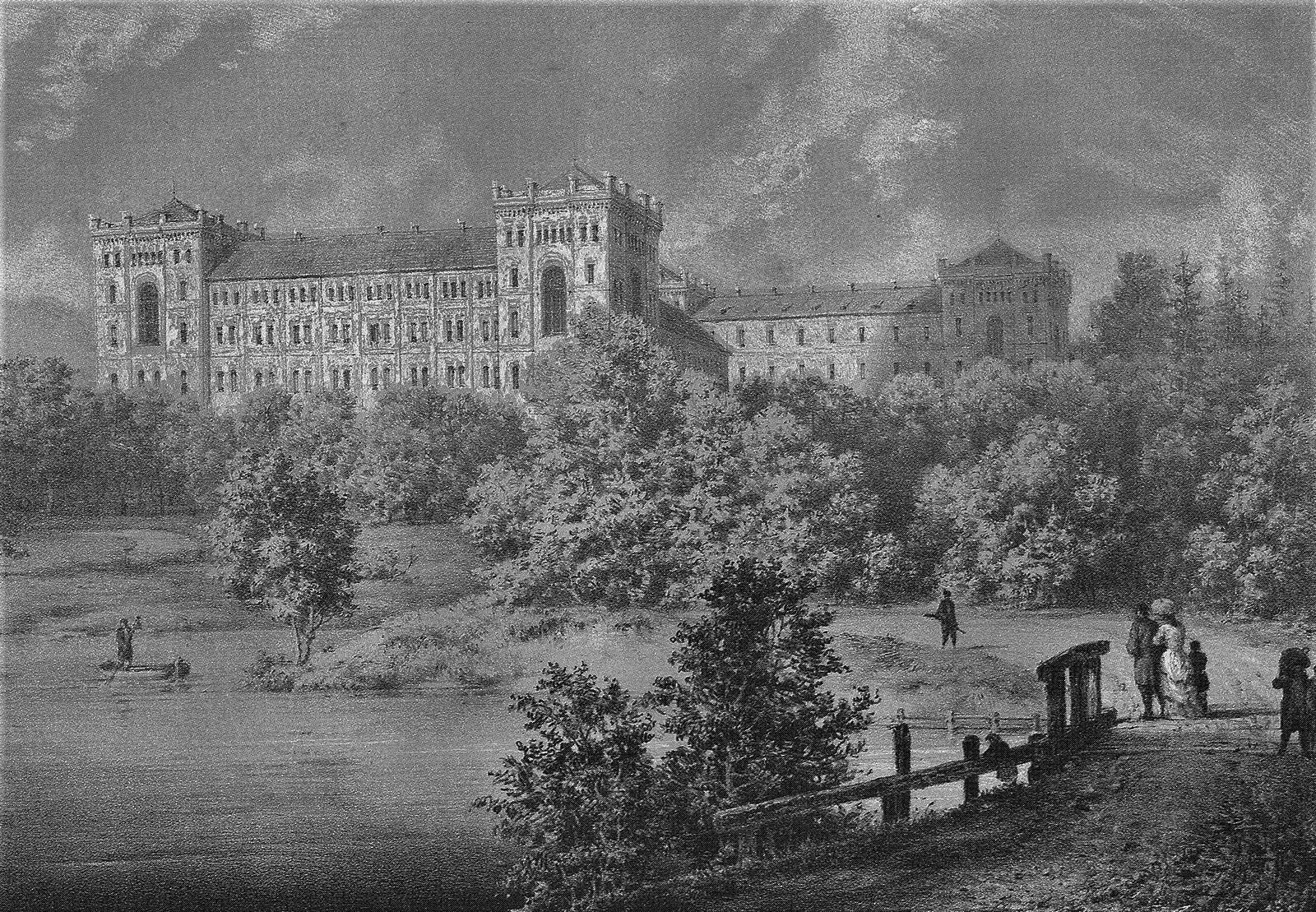

德羅霍維日（烏克蘭語：Дроговиж），是烏克蘭西部利維夫州斯特雷區米科拉伊夫市镇的村庄。始建於1356年，面積2.54平方公里，海拔高度271米，2021年人口2,372，人口密度每平方公里827.63人。